# 塔羅牌遊戲

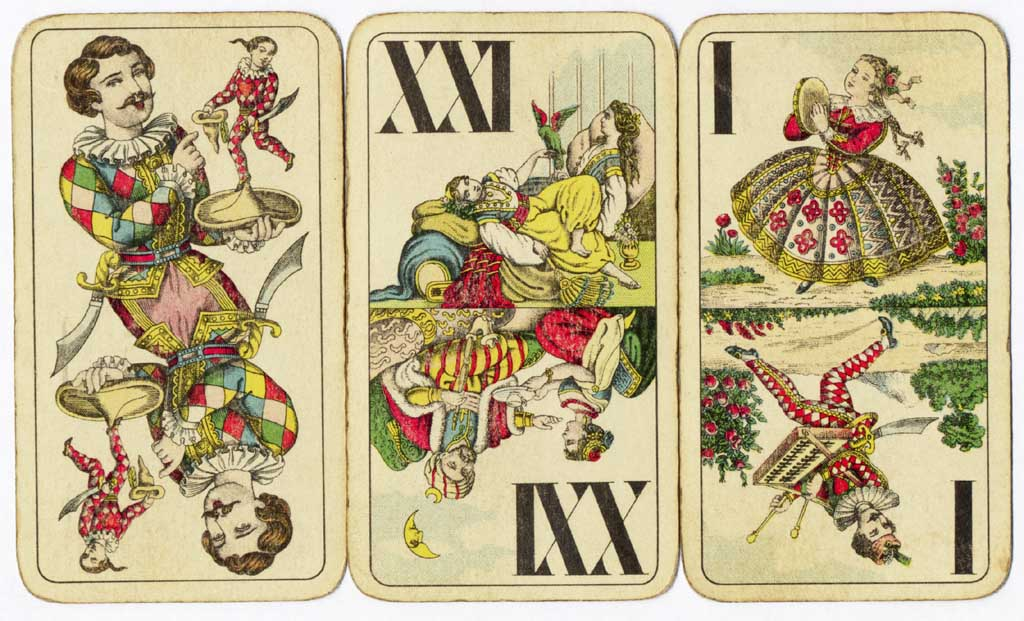
用於牌戲的塔羅牌

塔羅牌遊戲（Tarot）是以塔羅牌為牌具的卡片遊戲，也就是平行於甲板上帶有編號的花色牌組和持續性王牌的套裝卡片。塔羅牌的英文名稱使用法語中的「Tarot」，而「Tarot」源於意大利語中的「Tarocchi」，它的德語為「Tarock」，其他語言則使用各種類似的單詞。其基本規則首次出現於Martiano da Tortona在公元1425年之前的手稿記載中。這個遊戲以許多不同形式而聞名，主要是基於文化和地區性的。
塔羅牌遊戲源於意大利，並擴展到歐洲大部分地區，值得注意的例外是不列顛群島，伊比利亞半島和巴爾幹半島。人們以四套花色的牌組的甲板玩耍，還有一副額外較長的塔羅牌套裝，那是有著王牌的卡牌。它們的特點是規則：如果玩家無法跟隨套裝上帶花色的一張卡片的話，則必須在該花式中扮演王牌。塔羅牌遊戲可能已將王牌的概念引入到紙牌遊戲中。最近的塔羅牌遊戲借鑒了其他遊戲的功能，例如是Ombre中的競投，並以Trappola最低的王牌作為勝出的最後一招。塔羅牌沒有先於具有四個相同長度的套裝甲板，其發明並非出於神秘目的，而是純粹為了遊戲。1781年，安托萬·考特發表了一篇論文，將這些卡片跟古代智慧聯繫在一起，這個想法是最早的記錄，後來被米高·達米特的說法揭穿。結果，自那時以來塔羅牌已被用於紙牌卜卦和占卜以及遊戲，儘管現今的算命者傾向於使用專門開發的塔羅牌，而非用作遊戲的塔羅牌。
塔羅牌遊戲在歐洲越來越受歡迎，尤其是在法國，法國塔羅牌是第二位受歡迎的紙牌遊戲，僅次於貝洛特。在奧地利，塔羅克（Tarock）遊戲，尤其是Königrufen變得非常普遍，每年舉辦幾種大型的國家和國際比賽。塔羅牌發源地的意大利仍然是其據點，塔羅牌的遊戲也曾於丹麥，匈牙利，斯洛文尼亞，德國南部，波蘭南部和瑞士舉行。
塔羅牌遊戲中，常見於吃墩遊戲等。

## 分類
米高·達米特把塔羅牌遊戲分類作三種不同的類型：
- 第I型：除了愚者、XXI及I之外，還有其他得分高於1分的王牌，這些僅在意大利卡片找到。
- 第II型：其中有3個價值高的王牌，但愚者會被用作「藉口」。
- 第III型：其中也有3個價值高的王牌，但愚者是最高的王牌。

### 第I型：意大利塔羅牌

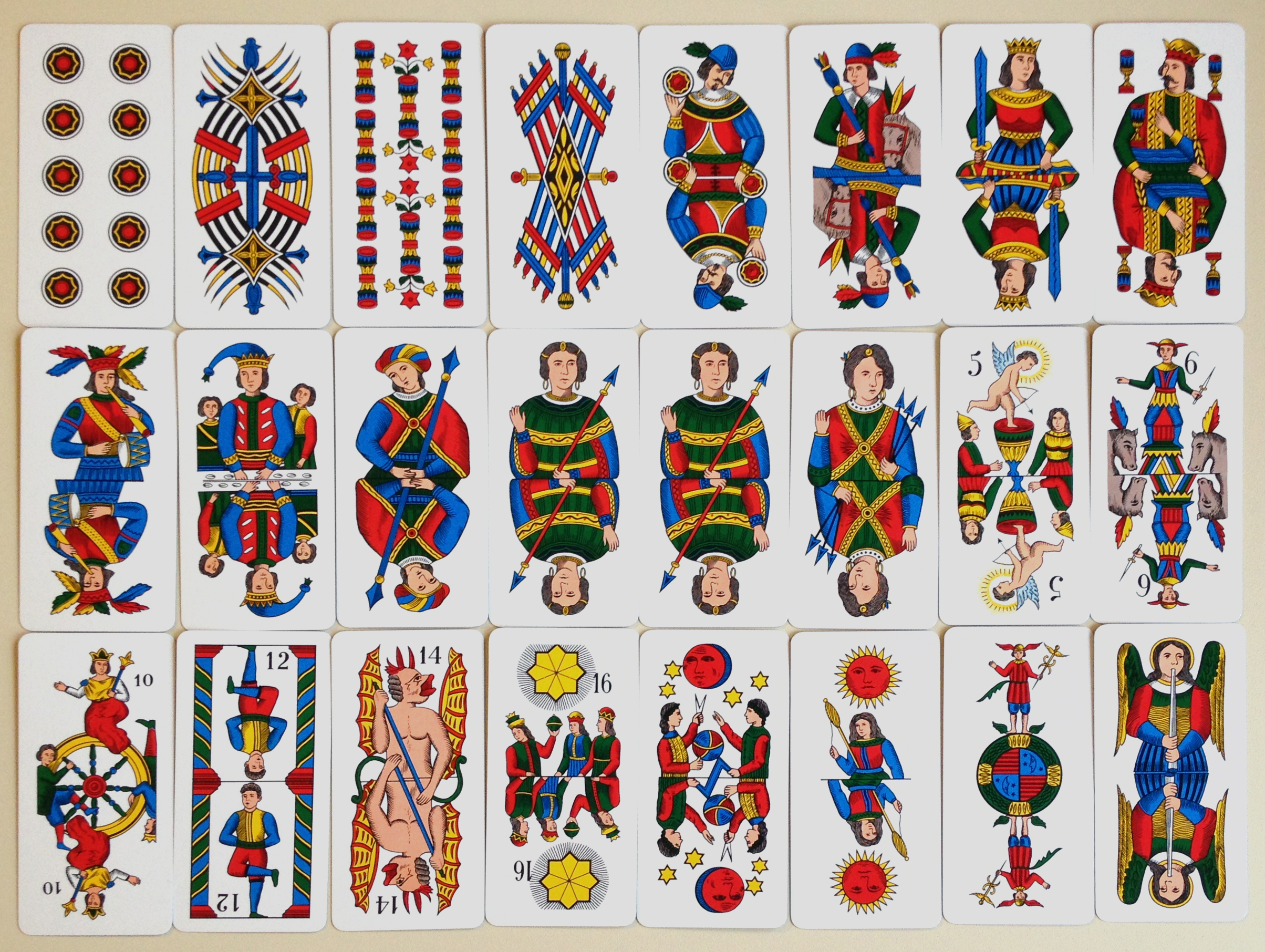
用於博洛尼亞塔羅牌的Tarocchini。

意大利塔羅牌Tarocchi（意大利語，單數為Tarocco）以及其他語言中的類似名稱，是一種吃磴遊戲的遊戲牌。這個遊戲較早期名為「Trionfi」，是首次記錄於朱斯托·朱斯蒂（Giusto Giusti）於1440年9月的日記中（在其他早期文獻中，也有塔羅（ludus triumphorum）或類似的東西）。1505年6月，費拉拉首次使用了「Tarochi」這個名稱，而「Taraux」這個名稱於同年12月出現於阿維尼翁。Tarocco、Tarocchi和Tarot後來在不同的寫作形式下發展起來。詩人弗朗切斯科·伯尼在1526年撰寫的《Capitolo del Gioco della Primiera》中仍在嘲笑這個詞語。儘管它幾乎完全消失了其原本名稱（即副牌名稱），Trionfi這個名字後來被發展為吃磴遊戲的通用名詞（法語中的Triomphe，德語的Trumpfen及英語中的王牌）。其他不同的遊戲則自稱沒有使用Tarocchi卡片的名稱。塔羅科（Tarocco）遊戲的第一個基本規則出現於Martiano da Tortona的手稿中，接下來第二個基本規則出現於1637年。
除了跟法國塔羅牌關係更密切的皮埃蒙特的塔拉基外，意大利的Tarocchi都是屬於第I型的，也就是說除了I和XXI以外，它們的王牌價值都超過一個卡點。贏得最後的把戲（ultimo）將獲得一定數量的積分。西西里塔羅牌僅在四個城鎮中以63個卡牌作比賽。博洛尼亞塔羅牌僅限於當地使用，它並使用62張卡片組。這些遊戲每套都有四張人頭牌，但在其歷史的早期就放棄了某些點數牌。這些套牌都包括著21張王牌和愚者的卡片，這是一張無花色的牌，可讓玩家免於服隨別人的牌。

### 第II型：法國塔羅牌
在15世紀後期法國人佔領米蘭後，他們採用塔羅牌遊戲。法國塔羅牌，在當地被稱為「Jeu de Tarot」，是一種使用完整的78張塔羅牌的紙牌遊戲。它最初跟意大利人的塔羅牌馬賽套裝一起玩耍，現在遊戲是跟新塔羅一起玩耍。源自美茵河畔法蘭克福的新塔羅，有著描繪傳統社會活動場景的王牌；這跟在意大利式塔羅牌上發現的文藝復興時期的寓言主題圖案有所不同，例如塔羅牌馬賽、皮埃蒙特塔羅、博洛尼亞塔羅牌，甚至是在紙牌蔔卦裡眾所周知的韋特塔羅牌。「Jeu de Tarot」現在是繼貝洛特和許多由法蘭西塔羅德足球俱樂部（Fédération Française）舉辦的比賽中最受歡迎的法國紙牌遊戲。
Nouveau塔羅牌包括56張四種花色的卡片組成，還有22張象徵性稱為「atouts（王牌）」的卡片。每個套裝由14張卡片組成：10張點數牌和4張人頭牌：「羅伊（國王）」、「貴婦（王后）」、「僕從（騎士）」，在atout中，有21張編號從1到21號的卡片，還有一張名為「Fou」（「愚者」，在遊戲中支也稱為「Mat」或「L'Excuse」）的非編號卡片，從而免除玩家緊隨其後。在王牌中，只有1和21號王牌及愚者被認為是「計數」卡牌，因為它們的價值超過1分。僅當贏得最後一個以最低的王牌獲勝的情況下才能獲得獎金。

## 占卜法

### 牌陣
牌組可分三部分，四花色的序數牌、將牌、百搭牌。依照塔羅牌的牌陣而言有所謂的固定牌陣解讀法，塔羅牌的牌陣取決於讀牌者的經驗，塔羅牌的牌陣可以是非常活躍並不需要按照固定的牌陣使用。塔羅牌為邏輯應用訓練的一項工具。塔羅牌的牌陣分為三種：一種為正逆牌混合、一種為全正向讀牌、一種為全逆向讀牌。
塔羅牌所反應以集體意識為原形導向理論為出發點，所有的牌陣及讀牌的方式會有一個邏輯性。

#### 凱爾特十字占卜法
凱爾特十字占卜法是最著名的展開法牌陣之一。屬於較高級的牌陣，學習過塔羅牌有一段時間的人才比較容易掌握，初學者應選用其他較簡單的牌陣。它的陣式一般包含十或十一張牌。第一張是切牌或指示牌，表示問卜者本人或狀態（這有時是可選的，所以這種展開法牌陣也可只用到十張），接下來的六張牌放在第一張牌的上部和周圍形成十字型，最後的四張在右側排一豎列。

### 牌義
總共78張牌，分為大阿爾克那與小阿爾克那
大牌0（愚人）～21（世界）總共22張牌，象徵一個人自我追尋與成長的故事。
第一張牌0號牌愚人，收拾包袱昂首向前，隱含人生開始之意。
之後便要經歷三個層面的洗禮
第一層為「物質」層面，由1號牌魔術師到7號牌戰車。 第二層為「心靈」層面，由8號牌力量到14號牌節制。 第三層為「精神」層面，由15號牌惡魔到21號牌世界。
小牌較大牌生活化，也較易理解，可分為四個屬性，每個屬性包括宮廷牌4張，數字牌10張，故總共56張。
權杖-火，代表熱情、行動力與創造力。
寶劍-風，代表智慧、果斷與傷害。
聖杯-水，代表心靈、感情與人際關係。
錢幣-土，代表物質、工作與享受。

#### 大阿爾克那（Arcanes majeurs）
大阿爾克那有二十二張，分別為：
- 0號：愚者（Le Fou / Le Mat）
- 1號：魔術師（Le Bateleur）
- 2號：女祭司（La Papesse）
- 3號：皇后（L'Impératrice）
- 4號：皇帝（L'Empereur）
- 5號：教宗（Le Pape）
- 6號：戀人（L'Amoureux）
- 7號：戰車（Le Chariot）
- 8號：正義（La Justice）/ 8號：力量（La Force）
- 9號：隱者（L'Ermite）
- 10號：命運之輪（Le Roue de Fortune）
- 11號：力量（La Force）  / 11號：正義（La Justice）
- 12號：倒吊人（Le Pendu）
- 13號：死亡（La Mort）
- 14號：節制（Tempérance）
- 15號：惡魔（Le Diable）
- 16號：高塔（La Maison Dieu）
- 17號：星星（L'Étoile）
- 18號：月亮（Le Lune）
- 19號：太陽（Le Soleil）
- 20號：審判（Le Jugement）
- 21號：世界（Le Monde）

##### 「力量」和「正義」的順序
其實在以往的傳統演進上，力量是在第11張，而正義是第8張牌。這是传统的配置。
在馬賽體系，以及托特體系的塔羅，仍然對於這種配置方法加以保留，所以這兩種塔羅，以及其系統下的塔羅，都是可以見到以8號對應正義，11號對應力量的排列方法。與星象要素的連結上，力量所對應的是獅子座；正義對應的是天秤座。原始的排列其實也就等於是星座的序列顛倒過來，為使星座順序不對調，就只能調整兩張牌的順序了。
在偉特設計塔羅的過程中，參酌了卡巴拉，占星與靈數的觀念，並與之進行連結對應。
其次，以靈數的觀點：8的能量循環與交換不息，還有（內在）力量的統合角度來說，Strength是最能符合這個概念的。11等同於2，2有分別、揀擇、均衡等意涵，所以11的平衡對應，與正義的內容是相呼應的。
所以這是不同的塔羅體系下的差異。不至於影響解析上的精準。

#### 小阿爾克那（Arcanes mineurs）
小阿爾克那為總數56張牌所組成，分為四種屬性兩種牌組。簡言之，四種屬性及火（權杖）、水（聖杯）、風（寶劍）、土（錢幣）這四元素；兩種牌組以及四種屬性的牌組各自可分為數字牌與宮廷牌兩組。

##### 寶劍牌組
寶劍牌組是小祕儀中表示風原素的象徵。
（一）數字牌組
- 寶劍Ace或稱寶劍一
- 寶劍二
- 寶劍三
- 寶劍四
- 寶劍五
- 寶劍六
- 寶劍七
- 寶劍八
- 寶劍九
- 寶劍十

（二）宮廷牌組
- 寶劍隨從，風原素中風的展現。（風之風）
- 寶劍騎士，風原素中火的展現。（風之火）
- 寶劍王后，風原素中水的展現。（風之水）
- 寶劍國王，風原素中土的展現。（風之土）

##### 權杖牌組
權杖牌組是小祕儀中表示火原素的象徵。
（一）數字牌組
- 權杖Ace或稱權杖一
- 權杖二
- 權杖三
- 權杖四
- 權杖五
- 權杖六
- 權杖七
- 權杖八
- 權杖九
- 權杖十

（二）宮廷牌組
- 權杖隨從，火原素中風的展現。（火之風）
- 權杖騎士，火原素中火的展現。（火之火）
- 權杖王后，火原素中水的展現。（火之水）
- 權杖國王，火原素中土的展現。（火之土）

##### 聖杯牌組
聖杯牌組是小祕儀中表示水原素的象徵。
（一）數字牌組
- 聖杯Ace或稱聖杯一
- 聖杯二
- 聖杯三
- 聖杯四
- 聖杯五
- 聖杯六
- 聖杯七
- 聖杯八
- 聖杯九
- 聖杯十

（二）宮廷牌組
- 聖杯隨從，水原素中風的展現。（水之風）
- 聖杯騎士，水原素中火的展現。（水之火）
- 聖杯王后，水原素中水的展現。（水之水）
- 聖杯國王，水原素中土的展現。（水之土）

##### 錢幣牌組
錢幣牌組是小祕儀中表示土原素的象徵。
（一）數字牌組
- 錢幣Ace或稱錢幣一
- 錢幣二
- 錢幣三
- 錢幣四
- 錢幣五
- 錢幣六
- 錢幣七
- 錢幣八
- 錢幣九
- 錢幣十

（二）宮廷牌組
- 錢幣隨從，土原素中風的展現。（土之風）
- 錢幣騎士，土原素中火的展現。（土之火）
- 錢幣王后，土原素中水的展現。（土之水）
- 錢幣國王，土原素中土的展現。（土之土）

#### 其他

##### 空白牌（Bl）
空白牌是一張沒有任何圖案，只有邊框的一張塔羅牌，
一般在一組塔羅牌裡面會至少附上一張（有些版本的塔羅牌會附上兩張或是不附上），
使用方式因每位占卜師習慣而有所不同，
以下為目前较为常见的使用方式：
- 做為塔羅牌時的替代品。在做為替代品時，空白牌將直接取代遺失牌的意義；

- 保護塔羅牌損壞。將空白牌放置於整組塔羅牌的最上方與最下方，如此可以避免塔羅牌因攜帶時造成的不必要磨損；

- 做為一張具有意義的牌。將空白牌納入整副塔羅牌中進行占卜，當使用者抽出時因應牌陣，進行解讀。

牌義：空白牌本身大方向的含義為「未知的事物、空洞、虛無（choses inconnues）」泛指一切未知的事情，問卜者的問題發展方向會朝向失控或是難以想像的局面發展。

##### 占星學對應關係
每個塔羅牌占卜師都有不同的見解，然而每張塔羅牌的圖案所對應的星座也有不同，以下是最普遍認為的對應：

###### 大秘儀
- 愚人（Le Fou, Le Mat）：天王星
- 魔法師（Le Bateleur）：水星
- 女祭司（La Papesse）：月亮
- 皇后（L'Impératrice）：金星
- 皇帝（L'Empereur）：白羊座
- 教宗（Le Pape）：金牛座
- 戀人（L'Amoureux）：雙子座
- 戰車（Le Chariot）：巨蟹座
- 力量（La Force）：獅子座
- 隱者（L'Ermite）：室女座
- 命運之輪（Le Roue de Fortune）：木星
- 正義（La Justice）：天秤座
- 倒吊人（Le Pendu）：海王星
- 死神（La Mort）：天蠍座
- 節制（Tempérance）：人馬座
- 惡魔（Le Diable）：摩羯座
- 高塔（La Maison Dieu）：火星
- 星星（L'Étoile）：寶瓶座
- 月亮（La Lune）：雙魚座
- 太陽（Le Soleil）：太陽
- 審判（Le Jugement）：冥王星
- 世界（Le Monde）：土星

###### 小秘儀
- 寶劍（épées）：風象星座
- 權杖（bâtons）：火象星座
- 聖杯（coupes）：水象星座
- 錢幣（deniers）：土象星座